# Ishikawa Naoki
Naoki Ishikawa (sinh ngày 13 tháng 9 năm 1985) là một cầu thủ bóng đá người Nhật Bản.

## Sự nghiệp câu lạc bộ
Naoki Ishikawa đã từng chơi cho Kashiwa Reysol, Consadole Sapporo, Albirex Niigata và Vegalta Sendai.